# Bathmochoffatia
Bathmochoffatia is een geslacht van uitgestorven zoogdieren uit het Laat-Jura. Het was een relatief vroeg lid van de orde Multituberculata. Het leefde in Portugal in ongeveer dezelfde tijd als de veel bekendere dinosauriër Allosaurus. Het is geplaatst in de onderorde Plagiaulacida, familie Paulchoffatiidae. Het geslacht Bathmochoffatia ('basale choffatia') werd benoemd in 1998 door G. Hahn en R. Hahn.
De primaire soort Bathmochoffatia hapax werd ook benoemd door Hahn en Hahn. Fossiele overblijfselen werden gevonden in lagen die dateren uit het Kimmeridgien (Laat-Jura) van Guimarota in Portugal. Overblijfselen bestaan uit een eenzame kies en een wangtand.